# Těšínský mír

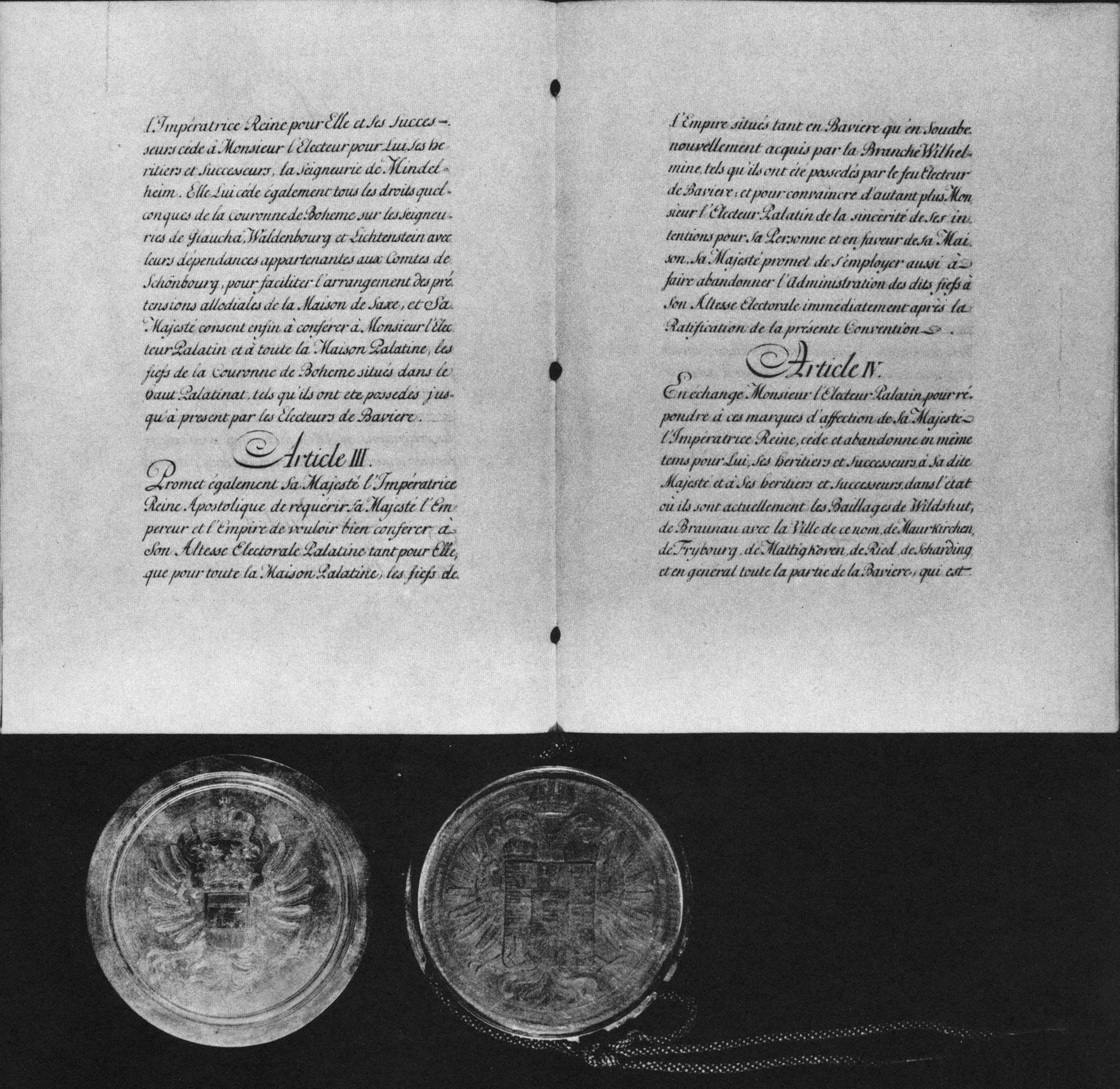

Těšínský mír (německy Friede von Teschen) je mezinárodní smlouva, uzavřená dne 13. května 1779 v Těšíně, kterou byla ukončena válka o bavorské dědictví.
Těšínská mírová smlouva zakončila řadu válek vedených od r. 1740 pruským králem Bedřichem II. (Fridrich II), bavorským kurfiřtem Karlem VII. Albertem a saským kurfiřtem a polským králem Augustem II. proti habsburské monarchii vedené arcivévodkyní – pozdější českou a uherskou královnou - Marií Terezií. Do těchto válek zasahovaly vojensky a politicky i jiné evropské státy (Francie, Španělsko, Rusko).
Ve všech těchto válkách české země - zvláště pak Slezsko - velmi trpěly, neboť se staly dějištěm bitev a průchozí zemí nepřátelských, vlastních i spojeneckých vojsk. Obyvatelstvo bylo nuceno tyto armády živit, byly na něm vymáhány válečné dávky a pokuty, mladí mužové byli povoláváni k vojsku a rozmáhaly se epidemie a bída. Proto není divu, že veškeré obyvatelstvo postižených území radostně uvítalo uzavření definitivního míru.
Tento mír byl uzavřen v Těšíně 13. května 1779, v den narozenin Marie Terezie, za přítomnosti delegátů sedmi zúčastněných zemí – Rakouska, Pruska, Saska, Bavorska, Francie, Ruska a vévodství Zweibrűcken. Rakousko získalo tímto mírem Innskou čtvrť, ale definitivně ztratilo ve prospěch Prusů Kladsko a většinu území Slezska mimo knížectví těšínské a částí knížectví opavského, krnovského a nisského.
Válkami unavené země se konečně po dlouhých bojích těšily z vytouženého míru. Proto také většina památek na tuto událost neoslavuje vítězství, ale vyjadřuje radost z míru.
Město Těšín oslavilo událost slavnostmi. Lid uvítal vyslance jednotlivých zemí a ti uspořádali na oslavu míru velký ples, na který byli pozváni zástupci stavů, úředníci a měšťané (vlastníci domů). Jak uvádí dr. F. Sláma, tehdy v Těšíně ještě chodily měšťanky oblékány v krojích a poněvadž nechtěly zůstat za pozvanými Opavankami, objednaly si kvůli dobré reprezentaci toalety až z Vídně.
Vedle Těšína se oslavovalo i v ostatních zainteresovaných zemích a není proto divu, že se objevila řada medailí, které byly vhodnou upomínkou. Většina medailí vznikala v Německu v panovnických mincovnách.
Na medailích je za rakouskou stranu titulován císař Josef II. – syn a spoluvládce Marie Terezie od r. 1765.

## Související článek
- Válka o bavorské dědictví